# فيكو إكوينسي
فيكو إكوينسي، (بالإنجليزية: Vico Equense)‏، هي مدينة ساحلية، و(بلدية) مدينة نابولي متروبوليتان، في جنوب إيطاليا.

## السكان
في سنة 1861 بلغ عدد السكان 10٬244 نسمة، وتطور العدد ليصل في سنة 2011 لـ 20٬839 نسمة.
يظهر هذا المخطط البياني تطور النمو السكاني لـ فيكو إكوينسي

## أعلام
- ماريا غويدا
- جيامباتيستا ديلا بورتا
- جيوسيبي كيومو
- قايدو غوميز
- غيتانو فيلانجيري